# 4-(2-karboksifenil)-2-oksobut-3-enoatna aldolaza
4-(2-karboksifenil)-2-oksobut-3-enoatna aldolaza (EC 4.1.2.34, 2'-karboksibenzalpiruvat aldolaza, (3E)-4-(2-karboksifenil)-2-oksobut-3-enoat 2-karboksibenzaldehid-lijaza, (3Z)-4-(2-karboksifenil)-2-oksobut-3-enoat 2-formilbenzoat-lijaza) je enzim sa sistematskim imenom (3Z)-4-(2-karboksifenil)-2-oksobut-3-enoat 2-formilbenzoat-lijaza (formira piruvat). Ovaj enzim katalizuje sledeću hemijsku reakciju
()-4-(2-karboksifenil)-2-oksobut-3-enoat + H2O {\displaystyle \rightleftharpoons } 2-formilbenzoat + piruvat
Ovaj enzim učestvuje zajedno sa EC 1.13.11.38 (1-hidroksi-2-naftoat 1,2-dioksigenazom), u metabolizmu fenantrena u bakterijama.

## Literatura
- Nicholas C. Price; Lewis Stevens (1999). Fundamentals of Enzymology: The Cell and Molecular Biology of Catalytic Proteins (Third изд.). USA: Oxford University Press. ISBN 019850229X.
- Eric J. Toone (2006). Advances in Enzymology and Related Areas of Molecular Biology, Protein Evolution (Volume 75 изд.). Wiley-Interscience. ISBN 0471205036.
- Branden C; Tooze J. Introduction to Protein Structure. New York, NY: Garland Publishing. ISBN 0-8153-2305-0.
- Irwin H. Segel. Enzyme Kinetics: Behavior and Analysis of Rapid Equilibrium and Steady-State Enzyme Systems (Book 44 изд.). Wiley Classics Library. ISBN 0471303097.

## Spoljašnje veze
- 4-(2-carboxyphenyl)-2-oxobut-3-enoate+aldolase на 